# جان لوئیس (فیلسوف)
جان لوئیس (انگلیسی: John Lewis؛ ۱ فوریهٔ ۱۸۸۹ – ۱۲ فوریهٔ ۱۹۷۶) فیلسوف یونیتارین و مارکسیست و نویسنده بسیاری از آثار فلسفه، انسان‌شناسی و دین اهل بریتانیا بود.